# Río Sucio (vattendrag i Colombia, Nariño)
Río Sucio är ett vattendrag i Colombia.   Det ligger i departementet Nariño, i den sydvästra delen av landet, 600 km sydväst om huvudstaden Bogotá.